# Mega Man 2
Mega Man 2 (jap. ロックマン 2: Dr.ワイリーの謎 Rokkuman 2: Dr. Wairī no Nazo) – komputerowa gra platformowa na konsolę NES, stworzona przez firmę Capcom i wydana w 1988 roku w Japonii, a rok potem w USA i Europie. W roku 1990 produkcja została wydana także w Australii.

## Fabuła
Akcja gry rozgrywa się w futurystycznej przyszłości, w roku 200X. Minął rok po tym, jak doktor Wily został pokonany, gdy Mega Man dowiedział się o jego kolejnych nikczemnych planach. Albert Wily stworzył 8 Robot Masters (Robo-Mistrzowie), którzy za zadanie mają pokonać głównego protagonistę. Mega Man postanawia zniszczyć wszystkich Robot Masters i powstrzymać Alberta przed przejęciem władzy nad światem.

## Postacie
- Mega Man – główny bohater gry, robot o właściwościach ludzkich, stworzony przez doktora Thomasa Lighta. Na początku miał być tylko jego pomocnikiem, jednak został przeprogramowany przed wydarzeniami z pierwszej części w celu walki ze złem.
- Dr. Thomas X. Light – twórca Mega Mana i jego sprzymierzeniec w walce z Robot Masters. Gracz nie spotyka go bezpośrednio w grze, po ukończeniu niektórych etapów doktor kontaktuje się z Mega Manem elektronicznie, by przekazać mu nowe ulepszenia.
- Dr. Albert Wily – główny antagonista w grze, w ostatnim etapie zostaje pokonany przez Mega Mana i postanawia przejść na stronę sił dobra. Historia ta jest kontynuowana w części trzeciej.

## Rozgrywka
Gra polega na pokonaniu 8 etapów, pod koniec których gracz mierzy się z określonym Robot Masterem, a następnie na przejściu zamku Wily'ego, by zmierzyć się ze złym doktorem. Po pokonaniu każdego Mistrza Robotów gracz otrzymuje broń, a w określonych momentach – ulepszenie od doktora Lighta. W każdym etapie gracz mierzy się także z różnymi przeciwnikami. Niekiedy przeciwnik po śmierci zostawia apteczkę, energię czy dodatkowe życie.
Względem pierwszej części serii wprowadzono zmiany w rozgrywce. Dodany został system zapisu gry przy użyciu haseł. Usunięto system punktacji. Na poziomach gry pojawiły się zbiorniki zwane E-Tankami, które przywracają graczowi wszystkie punkty zdrowia. Wprowadzono też dwa poziomy trudności: Normal i Difficult, różniące się liczbą punktów zdrowia u bossów, a także zachowaniami niektórych przeciwników po trafieniu.

## Inne wersje
Gra doczekała się wielu portów. Prawie każda była identyczna w porównaniu z NES-owym odpowiednikiem, jednak kilka różniło się od oryginału. W roku 1990 firma Tiger Electronics wypuściła przenośną wersję Mega Mana 2. Wersja ta, pozbawiona była Wood Mana i Crash Mana, w dodatku zmniejszono liczbę etapów w fortecy Wily'ego. Grafika została też nieco zmieniona, w stosunku do możliwości konsoli. W roku 1994 został stworzony remake gry z poprawioną grafiką i muzyką, który pojawił się w pakiecie Megaman The Wily Wars na konsolę Mega Drive
Gra pojawiła się także na NES Classic Edition.